# Xiaonanhai-Kultur
| Paläolithische Kulturen Chinas | Paläolithische Kulturen Chinas |
| ------------------------------ | ------------------------------ |
| Paläolithikum                  |                                |
| Xihoudu-Kultur                 | 1270000 BP                     |
| Ordos-Kultur                   | 50000–35000 BP                 |
| Xiachuan-Kultur                | 24000–16000 BP                 |
| Xiaonanhai-Kultur              | 22650–21650 BP                 |
| Tongliang-Kultur               | 24450 ± 850 BP                 |
| Maomaodong-Kultur              | 14600±1200 BP                  |
| Fulin-Kultur                   |                                |
| Kehe-Kultur                    |                                |
| Dingsishan-Kultur              |                                |
| Gezidong-Kultur                |                                |
| Miaohoushan-Kultur             |                                |
| Donggutuo-Kultur               |                                |
| Xiaochangliang-Kultur          |                                |
| Shilongtou-Kultur              |                                |
| Shuicheng-Kultur               |                                |
| Shuidonggou-Kultur             |                                |
| Yanbulaq-Kultur                |                                |
| Mittelsteinzeit                |                                |

Die Xiaonanhai-Kultur (chinesisch 小南海文化, Pinyin Xiǎonánhǎi wénhuà, englisch Xiaonanhai Culture) ist eine jungpaläolithische Kultur in Nordchina.
Sie wurde 1960 in Xiaonanhai, 30 km südwestlich von Anyang, Provinz Henan, entdeckt, daher ihr Name. Die Erdschichten in der Höhle können in sieben Schichten eingeteilt werden, alle Fossilien gehören ins späte Pleistozän. Nach der Radiokohlenstoffdatierung gehören die zweite und dritte Schicht ungefähr in die Zeit von 9550 bis 8550 v. Chr.; die sechste Schicht ungefähr in die Zeit von 22.650 bis 21.650 v. Chr. Es wurden über 7000 verhältnismäßig kleine Steinwerkzeuge (Mikrolithen) und eine große Menge an Tierfossilien ausgegraben.
Der Theorie chinesischer Forscher zufolge soll die Xiaonanhai-Kultur die Kultur des Peking-Menschen fortgeführt haben und die Zeitalter der mikrolithischen Kulturen des Mesolithikums und Neolithikums eröffnet haben.